# Eat the Rich (Aerosmith)
Eat the Rich è un singolo degli Aerosmith, pubblicato nel 1993 come secondo estratto dell'album di successo Get a Grip.
La canzone non entrò nelle classifiche di Billboard Hot 100, ma ebbe molto successo per via radio, e guadagnò la posizione numero 5 nella classifica Mainstream Rock Tracks.
Il brano è stato scritto dai membri del gruppo Steven Tyler e Joe Perry, con il collaboratore Jim Vallance.

## Tracce
1. Eat the Rich (LP Version) – 4:15
2. Fever (LP Version) – 4:19
3. Head First – 5:05
4. Livin' on the Edge (Demo) – 5:08

## Formazione
- Steven Tyler - voce
- Joe Perry - chitarra solista, cori
- Brad Whitford - chitarra
- Tom Hamilton - basso, cori
- Joey Kramer - batteria